# Абдельхафід Беншабла
Абдельхафід Беншабла (араб. عبد الحفيظ بن شبلة; 26 вересня 1986) — алжирський боксер, триразовий чемпіон Всеафриканських ігор.

## Аматорська кар'єра
2007 року став чемпіоном Алжиру та срібним призером Всеафриканських ігор, програвши у фіналі Рамадану Яссеру (Єгипет).
На Олімпійських іграх 2008 переміг Дінеша Кумара (Індія) та Рамадана Яссера, а у чвертьфіналі програв Чжан Сяопін (Китай).
На чемпіонаті світу 2009 програв у другому бою Карлосу Гонгора (Еквадор).
З 2010 року брав участь у WSB. 2011 року виграв індивідуальний рейтинг як чемпіон WSB.
2011 року став чемпіоном Всеафриканських ігор, здобувши перемогу у фіналі над Абдельрахманом Орабі (Єгипет).
На Олімпійських іграх 2012 переміг Енріко Келлінга (Німеччина) і програв Олександрові Гвоздику (Україна).
На чемпіонаті світу 2013 переміг Бошко Драшковича (Чорногорія) та Алаалдина Госсуна (Сирія), а у чвертьфіналі програв Хуліо Сезар Ла Крузу (Куба).
2015 року став чемпіоном Африки і Африканських ігор, двічі у фіналі перемігши Абдельрахмана Орабі. На чемпіонаті світу 2015 програв у першому бою Олександрові Хижняку (Україна).
На Олімпійських іграх 2016 переміг Альберта Раміреса (Венесуела) і програв Джошуа Буатсі (Велика Британія).
2019 став чемпіоном Африканських ігор у важкій вазі. На чемпіонаті світу 2019 програв у першому бою Аммару Абдулджаббару (Німеччина).
На Олімпійських іграх 2020 переміг Санжара Турсунова (Узбекистан) і програв Мусліму Гаджімагомедову (Росія).